# كريستين إيفانجليستا
كريستين إيفانجليستا (بالإنجليزية: Christine Evangelista)‏ هي ممثلة أمريكية، ولدت في 27 أكتوبر 1986 بجزيرة ستاتن في الولايات المتحدة.

## أعمال

### أفلام
- (2009) عائلة جونز
- (2015) المتدرب[3][4]

### مسلسلات
- ذا غود وايف

## وصلات خارجية
- كريستين إيفانجليستا على موقع IMDb (الإنجليزية)
- كريستين إيفانجليستا على موقع ألو سيني (الفرنسية)
- كريستين إيفانجليستا على موقع أول موفي (الإنجليزية)
- كريستين إيفانجليستا على موقع قاعدة بيانات الفيلم (الإنجليزية)
- كريستين إيفانجليستا على موقع كينوبويسك (الروسية)